# Senapiratti
Senapiratti es una ciudad censal situada en el distrito de Karur en el estado de Tamil Nadu (India). Su población es de 22 447 habitantes (2011). Se encuentra a 7 km de Karur y a 72 km de Tiruchirappalli. 

## Demografía
Según el censo de 2011 la población de Senapiratti era de 22 447 habitantes, de los cuales 11 221 eran hombres y 11 226 eran mujeres. Senapiratti tiene una tasa media de alfabetización del 88,88 %, superior a la media estatal del 80,09 %: la alfabetización masculina es del 93,75 %, y la alfabetización femenina del 84,05 %. 